# Pincara
Pincara (Pincara in veneto) è un comune italiano di 1 072 abitanti della provincia di Rovigo in Veneto, situato a sud-ovest del capoluogo.

## Storia
L'abitato deve la sua origine ai lavori di bonifica effettuati dopo la rotta del Po del 1471, dove le sue acque fuoriuscite dall'alveo a Bariano aggravarono la già compromessa situazione idrogeologica della zona, sito di territorio paludoso. L'allora Duca di Ferrara Ercole I d'Este concesse, tramite investitura, al suo consigliere Guglielmo Pincaro di Parma di controllare la zona, incarico formalizzato con il decreto di investitura a Feudo sottoscritto il 10 aprile 1473 che prevedeva privilegi ed esenzioni fiscali. Il toponimo è di conseguenza originato dalla villa del nobile Pincaro che si formò sul retratto, proprietà che riuscì comunque ad amministrare per breve tempo in quanto lo stesso morì a Ferrara nel 1476.

## Monumenti e luoghi d'interesse
- Chiesa di San Giovanni Battista, originariamente costruita nel XVII secolo e poi rifatta nell'Ottocento
- Museo d'impresa Antiche Distillerie Mantovani, nato dalla storica attività di produzione liquori e distillati avviata nell'Ottocento dalla famiglia Mantovani, che tutt'oggi ne gestisce la collezione di strumenti dell'arte della distillazione, aperta ad un pubblico di appassionati e curiosi.

## Società

### Evoluzione demografica
Abitanti censiti

## Amministrazione
| Periodo | Periodo   | Primo cittadino             | Partito                        | Carica  | Note |
| ------- | --------- | --------------------------- | ------------------------------ | ------- | ---- |
| 1995    | 1999      | Giuseppe Traniello Gradassi | Lista Civica (Centro-sinistra) | Sindaco |      |
| 1999    | 2004      | Giuseppe Traniello Gradassi | Lista Civica (Centro-sinistra) | Sindaco |      |
| 2004    | 2009      | Renzo Visentini             | Lista Civica (Centro-sinistra) | Sindaco |      |
| 2009    | 2014      | Renzo Visentini             | Lista Civica (Centro-sinistra) | Sindaco |      |
| 2014    | 2019      | Stefano Magon               | Lista Civica "Per il Futuro"   | Sindaco |      |
| 2019    | in carica | Stefano Magon               | Lista Civica "Per il Futuro"   | Sindaco |      |

### Gemellaggi
- Smiltene